# Yingao Xi Lu
Yingao Xi Lu (chiń. 殷高西路站) – stacja początkowa metra w Szanghaju, na linii 3. Zlokalizowana jest pomiędzy stacjami Changjiang Nan Lu oraz Jiangwan Zhen. Została otwarta 18 grudnia 2006.